# Slovenský plynárenský priemysel
Slovenský plynárenský priemysel, a. s. (словац. Словацкая газовая промышленность, сокращённо SPP) — крупнейшая нефтегазодобывающая компания Словакии. Де-факто основана в 1970 году под именем VHJ Slovenské plynárenské závody, в 1972 году переименована в VHJ Slovenské plynárenské a naftové podniky, с 1977 по 1988 годы носила название Naftový a plynárenský priemysel, koncern, с 1989 утвердила своё современное название. Официально после реструктуризации учреждена как юридическое лицо 1 июля 2006 года. Занимается производством, переработкой и поставкой газа в Словакию, Чехию и Австрию. Штаб-квартира находится в Братиславе, в районе Ружинов.

## Экономическая деятельность
В 2006 году на поставке газа (6,283 млн. м³) и сборе налогов SPP заработала 24 млрд. словацких крон (ок. 704 млн. евро) при 1461517 потребителях.
Хотя компания является частной, все 100% её акций принадлежат Словацкой республике. Ранее 51% акций принадлежал Словацкому фонду национальной собственности (подчинявшемуся Правительству Словакии), 49% — Slovak Gas Holding B.V., консорциуму GDF Suez и E.ON. Урегулирование отношений акционеров легло на плечи Словацкой Республики вместе с компанией Energetický a průmyslový holding, a.s., бывшим собственником SPP, по итогам которого Словацкий фонд национальной собственности был признан единственным акционером.